# My Friend Of Misery
My Friend Of Misery — одиннадцатая и предпоследняя песня с пятого студийного альбома американской хеви-метал-группы Metallica Metallica, также известного как Чёрный альбом. Песня была написана вокалистом и ритм-гитаристом Джеймсом Хетфилдом, барабанщиком Ларсом Ульрихом и басистом Джейсоном Ньюстедом, который впервые участвовал в сочинении песни для Metallica. Песня изначально задумывалась как инструментальная, но впоследствии был добавлен вокал Хетфилда. Песня не была выпущена в качестве сингла, но получила положительные отзывы от критиков и фанатов. Песня также была исполнена вживую во время тура Nowhere Else to Roam в 1993 году и включена в концертный альбом Live Shit: Binge & Purge.

## История
Песня My Friend Of Misery была написана в 1990-1991 годах во время работы над пятым альбомом Metallica. Это была первая песня, в которой принимал участие новый басист группы Джейсон Ньюстед, который заменил ушедшего в 1986 году Клиффа Бёртона. Ньюстед предложил группе использовать одну из своих старых идей для басовой партии, которая понравилась Хетфилду и Ульриху. Песня изначально планировалась как инструментальная, в духе предыдущих альбомов Metallica, на которых была по одной инструментальной песне. Однако, в ходе записи альбома Хетфилд решил добавить вокал к песне, считая, что она звучит слишком скучно без него. Ньюстед был разочарован этим решением, так как он хотел, чтобы песня осталась инструментальной, как дань уважения памяти Бёртона. Тем не менее, он согласился с изменениями и продолжил работать над песней. Песня была записана в студии One on One Studios в Лос-Анджелесе под руководством продюсера Боба Рока, который также сыграл на басу в песне The Unforgiven. Песня была завершена в июне 1991 года и вошла в альбом Metallica, который вышел 12 августа 1991 года.

## Музыка и текст
Песня My Friend Of Misery начинается с мрачного и меланхоличного басового риффа Ньюстеда, который повторяется в течение всей песни. Затем вступают гитары и барабаны, создавая тяжелое и атмосферное звучание. Вокал Хетфилда появляется на второй минуте песни, поющий о человеке, который живет в своем собственном мире страданий и не хочет делиться своими проблемами с другими. Припев песни гласит: "You just stood there screaming / Fearing no one was listening to you / They say the empty can rattles the most / The sound of your own voice must soothe you / Hearing only what you want to hear / And knowing only what you've heard / You you're smothered in tragedy / And you're out to save the world". После второго припева следует гитарное соло Кирка Хэммета, которое сопровождается оркестровыми аранжировками, добавленными Роком. После соло песня переходит в более быстрый и агрессивный ритм, на котором Хетфилд поет о том, что человек должен принять свою судьбу и не жалеть о своих выборах. Песня заканчивается тем же басовым риффом, с которого началась.

## Критическая реакция
Песня My Friend Of Misery получила положительные отзывы от критиков и фанатов. Многие считают ее одной из лучших песен альбома Metallica и одной из лучших песен Ньюстеда в группе. Песня также была хвалена за свое разнообразие и динамику, а также за свое эмоциональное и мощное исполнение. Например, журнал Rolling Stone назвал песню "эпической" и "захватывающей", а сайт AllMusic отметил, что песня "показывает, что Metallica может быть одновременно тяжелой и мелодичной". Песня также была включена в список 100 лучших песен Metallica по версии журнала Kerrang!, заняв 28-е место.

## Выступления вживую
Песня My Friend Of Misery была исполнена вживую во время тура Nowhere Else to Roam в 1993 году, который поддерживал альбом Metallica. Песня была сыграна 33 раза в разных странах, включая США, Канаду, Европу, Японию, Австралию и Новую Зеландию. Одно из выступлений песни было записано в Сан-Диего и включено в концертный альбом.

## Кавер-версии
Песня My Friend Of Misery была перепета и переиграна разными музыкантами и группами, в том числе:
Апокалиптика — финская челло-метал-группа, которая записала инструментальную версию песни для своего альбома ‘’Plays Metallica by Four Cellos‘’ в 1996 году.
Дарк Транквиллити — шведская мелодик-дэт-метал-группа, которая выпустила кавер-версию песни в качестве бонус-трека на японском издании своего альбома ‘’Haven‘’ в 2000 году.
Сайкотик Уолтз — американская прогрессив-метал-группа, которая включила кавер-версию песни в свой альбом ‘’The God-Shaped Void‘’ в 2020 году.

## Трибьют-альбомы
Песня My Friend Of Misery также была включена в несколько трибьют-альбомов, посвященных Metallica, таких как:
‘’Metallic Assault: A Tribute to Metallica‘’ — трибьют-альбом, выпущенный в 2001 году, на котором песню исполнили Майк Кларк, Роберт Трухильо, Уитфилд Крейн и Джон Темпеста.
‘’A Tribute to the Four Horsemen‘’ — трибьют-альбом, выпущенный в 2002 году, на котором песню исполнила группа Содом.
‘’Metallic Attack: The Ultimate Tribute‘’ — трибьют-альбом, выпущенный в 2004 году, на котором песню исполнили Джо Линн Тернер, Брюс Кулик, Тони Франклин и Айнсли Данбар.